# Verwaltungsgrafschaften Schottlands
Verwaltungsgrafschaften (engl. administrative counties) waren Verwaltungseinheiten in Schottland. Sie wurden 1889 gebildet und von einem Grafschaftsrat (engl. county council) verwaltet. Sie wurden 1975 durch Regionen ersetzt, diese wiederum 1996 durch Council Areas. Die Verwaltungsgrafschaften erfüllen also seit 1975 keine Verwaltungsfunktion mehr, aber sie werden noch bei der Erfassung des Grundeigentums verwendet (Land Registration) und sind im Großen identisch mit den Amtsbezirken der Lord Lieutenants, der zeremoniellen königlichen Statthalter. 
Die Grenzen der Verwaltungsgrafschaften basierten auf jenen der traditionellen schottischen Grafschaften, jedoch mit einigen Ausnahmen. Der markanteste Unterschied ist die Vereinigung von Ross-shire und des in verschiedene Teile zersplitterten Cromartyshire zu Ross and Cromarty. Die zahlreichen Exklaven und Enklaven wurden bereinigt, mit Ausnahme eines Teils von Dunbartonshire, der zwischen Stirlingshire und Lanarkshire liegt.
Die vier Städte Aberdeen, Dundee, Edinburgh und Glasgow bildeten separate „Stadtgrafschaften“ (engl. counties of cities). Diese erscheinen nicht auf der Karte.
Im Vergleich von Grafschaften und Council Areas fällt auf, dass in dünn besiedelten Gebieten oftmals mehrere Grafschaften zu einer Council Area zusammengefasst wurden, in dicht besiedelten Gegenden hingegen Grafschaften in mehrere Council Areas aufgeteilt wurden. Zudem wurden an einzelnen Stellen Grenzverläufe geändert.
| 1. Caithness 2. Sutherland 3. Ross and Cromarty 4. Inverness-shire 5. Nairnshire 6. Morayshire 7. Banffshire 8. Aberdeenshire 9. Kincardineshire 10. Angus 11. Perthshire 12. Argyll 13. Bute 14. Ayrshire 15. Renfrewshire 16. Dunbartonshire 17. Stirlingshire | 1. Clackmannanshire 2. Kinross-shire 3. Fife 4. East Lothian 5. Midlothian 6. West Lothian 7. Lanarkshire 8. Peeblesshire 9. Selkirkshire 10. Berwickshire 11. Roxburghshire 12. Dumfriesshire 13. Kirkcudbrightshire 14. Wigtownshire Nicht auf der Karte: 1. Orkney 2. Shetland |  |